# ایتن وینترز
ایتن وینترز (ژاپنی: イーサン・ウィンターズ هپبورن: Īsan Wintāzu) یک شخصیت خیالی در مجموعهٔ بازی ویدیویی رزیدنت ایول از کپ‌کام است. ایتن به عنوان یکی از شخصیت‌های قابل بازی بازی ویدیویی رزیدنت ایول ۷: بایوهازارد در سال ۲۰۱۷ معرفی شد، که در آن وی به عنوان یک غیرنظامی معمولی در حال جستجوی همسر گمشده خود در یک ملک مخروبه در لوئیزیانا، ایالات متحده است. او همچنین قهرمان بازی ویدیویی رزیدنت ایول روستا — دنباله مستقیم رزیدنت ایول ۷ — در سال ۲۰۲۱ است.